# Oogvlekkenziekte
De oogvlekkenziekte is een plantenparasitaire schimmelziekte, maar komt ook voor als een saprofyt. De ongeslachtelijke fase wordt Pseudocercosporella herpotrichoides (synoniem: Cercosporella herpotrichoides) genoemd en de geslachtelijke fase Tapesia yallundae (synoniem: Oculimacula yallundae). De oogvlekkenziekte komt wereldwijd voor in de gematigde gebieden, vooral in het westen en oosten van Europa, in Noord-Amerika (Verenigde Staten, Canada), in Chili , in Australië, Nieuw-Zeeland en in Zuid-Afrika..
Waardplanten zijn onder andere granen waaronder gewone tarwe, gerst, rogge en haver. De ziekte is moeilijk te onderscheiden van de scherpe oogvlekkenziekte. De oogvlekkenziekte blijft over op aangetaste stoppels en graanresten en infecteert op korte afstand nieuwe planten door conidiën. Infectie over grotere afstanden kan door ascosporen plaatsvinden. Infectie vindt plaats boven de 5°C. De optimale dagtemperatuur voor infectie is 15°C met een nachttemperatuur van 10°C.

## Symptomen
Bij gewone tarwe, gerst en rogge wordt het onderste stengellid aangetast. Op de bladschede en de stengel ontstaan lensvormige vlekken, die een bruine rand vertonen en een lichter centrum hebben. De stengel kan knikken en de voet van de plant kan verrotten. Bij een aantasting liggen de geknikte stengels in alle richtingen. Dit symptoom wordt geassocieerd met type W (Oculimacula yallundae). In andere gevallen van ernstige infectie blokkeren de laesies het vaatstelsel en verstoren de toevoer van voedingsstoffen en water van de plant, wat leidt tot een afname van de korrelkwaliteit en de vorming van "witte aren" door te vroege afrijping. Dit wordt geassocieerd met type R  (Oculimacula acuformis).

## Morfologie
Er worden twee soorten schimmeldraden gevormd. De ene vorm bestaat uit vegetatieve, geelbruine, lijnvormige en vertakkende schimmeldraden. De andere vorm bestaat uit donkere stroma-achtige schimmeldraden. De conidioforen zijn onvertakt of spaarzaam vertakt. De doorzichtige, gekromde conidiën zijn 1,5-3,5 × 37-70 μm groot en bestaan meestal uit vijf tot zeven cellen. De sclerotia of sclerotia-achtig stromatische schimmeldraden zijn in het begin wit tot geelbruin en worden later donkerbruin. Ze worden ook gevonden in de vlekken op de aangetaste planten.
Aan de voet van de stengel worden zwarte, 0,2 tot 0,5 mm grote apothecia gevormd. Een apothecium bevat cilindrische tot spoelvormige, 35-38 × 5,9-7,4 µm grote sporenzakjes. De ascosporen hebben een afgerond einde, zijn doorzichtig en spoelvormig met 0-1 septen. Ze zijn 7,4 tot 10,3 × 1,95 tot 2,34 µm groot.

## Waardplanten
Aegilops cylindrica1,, Aegilops ovata1,, Aegilops sp.1,, Aegilops triuncialis1,, Agropyron cristatum1,, Agropyron dasystachyum1,, Agropyron inerme1,, Agropyron repens1,, Agropyron riparium1,, Agropyron sp.1,, Avena fatua1,, Avena sativa1,, Avena sp.1,, Balsamorhiza sp.1,, Bromus carinatus1,, Bromus inermis1,, Bromus japonicus1,, Bromus sterilis1,, Bromus tectorum1,, Delphinium sp1,., Festuca idahoensis1,, Hordeum distichon1,, Hordeum vulgare1,, Koeleria cristata1,, Lithospermum ruderale1,, Lomatium triternatum1,, Poa sandbergii1,, Poa secunda, Secale cereale, Sitanion hystrix1,, Trisetum aestivum1,, Triticum aestivum1,, Triticum dicoccum1,, Triticum durum1,, Triticum monococcum1,, Triticum sp.1,, Triticum spelta1,, Triticum vulgare1,
1. = USDA ARS Fungal Database[dode link]